# Gage (Oklahoma)
Gage es un pueblo ubicado en el condado de Ellis en el estado estadounidense de Oklahoma. En el año 2010 tenía una población de 442 habitantes y una densidad poblacional de 401,82 personas por km².

## Geografía
Gage se encuentra ubicado en las coordenadas 36°19′5″N 99°45′26″O / 36.31806, -99.75722 (36.318024, -99.757206).

## Demografía
Según la Oficina del Censo en 2000 los ingresos medios por hogar en la localidad eran de $25,795 y los ingresos medios por familia eran $32,750. Los hombres tenían unos ingresos medios de $22,788 frente a los $13,929 para las mujeres. La renta per cápita para la localidad era de $15,706. Alrededor del 20.6% de la población estaban por debajo del umbral de pobreza.